# ヴェストファール彗星
ヴェストファール彗星(20D/Westphal)は公転周期61.87年の周期彗星である。公転周期が20年以上200年以下であるため木星族彗星でなくハレー型彗星に分類される。1852年7月24日にドイツの天文学者Justus Georg Westphal（英語版）がドイツのゲッティンゲンで発見した。同年8月9日にはコンスタンティノープルでクリスチャン・H・F・ピーターズも発見した。
1913年の回帰では9月27日にラプラタ天文台でPablo T. Delavanが定期的に空を観測している最中に偶然発見した。この年の回帰ではエドワード・エマーソン・バーナードによって最後まで観測が行われ、11月5日まで観測された。その後1976年に回帰してくると予測されたが観測はされず、彗星の符号には見失われた彗星を指すDが付いている。もしこの彗星が存在していた場合は2038年5月4日に近日点を通過すると予測されている。